# Mletački sustav mjera
Mletački sustav mjera koristio se na području Mletačke Republike. Jedinstveni sustav mjera nije postojao, svaka komuna (grad) statutima je određivala vrijednosti mjera.

## Mletačke mjere nasplitskomitrogirskomepodručju

### Mjere za tekućine (vino i ulje)
- 1 splitska kaca = 2 barila
- splitsko barilo - sadržavalo je 68,4 litre
- trogirsko bario - sadržavalo je 64,32 litre
- splitsko i trogirsko barilo dijelilo se jednako na siće,stariće i kvatroče
- 1 kaca = 2 barila
- 1 barilo = 6 sići = 24 starića  = 96 kvartuča
- 1 sić = 4 starića = 16 kvartuča (kvatroč, četvrtalj)
- 1 starić = 4 kvartuča
- mjera za mast (mljeveno grožđe) 1 mizura = 1 barilo
- mjera za vino tino (tinazzo) ili badanj

### Mjere za težinu
- velika mletačka libra težila je 0,48 kilograma
- mala mletačka libra težila je 0,03 kilograma
- velika i mala libra dijelile su se jednako na unce i kvatre (četvrtine)
- 1 libra =  12 unci =  48 kvatre
- 1 unca  =  4 kvatre

### Mjere za obujam
- carro (kar) mjera za drvo ili kamen iznosila je 1,295 m3
- mletački star je iznosio 83,318 litre
- splitska kvatra je iznosila 79,933 litre
- trogirska kvatra je iznosila 76,93 litre
- velika kvatra imala je tri male kvatre
- kvatra se dijelila na varićake i oke
- splitski varićak 9,092 litre
- splitska oka 1,249 litre

### Mjere za dužinu
- mletački paš (passo) ili sežanj dug je 1.738 metra.
- mletačka stopa duga je 0,3477 m.
- mletački palac dug je 0,03477 m.
- mletački lakat veliki (brazzo) (koristio se za platno) dug je 0.68339 m, djelio se na 12 unci
- mletački lakat mali (aršin) 0,639 m.

### Mjere za površinu
- padovanski kanap (Campo Padovano) iznosio je 3847,2 m2
- 1 kanap = 840 tavola (pertika) = 5040 stopa
- 1 tavola =  6 stopa
- trogirski vrit (vreteno) iznosio je 773,66 m2
- splitski vrit (vreteno) iznosio je 853,13 m2
- splitski i trogirski vrit se djelio na rozge
- 1 vrit = 144 rozge